# 전가을
전가을(1988년 9월 14일~)은 대한민국의 여자 축구 선수로 포지션은 미드필더였다.

## 클럽 경력

### 수원시설관리공단
전가을은 오산여자정보고등학교, 여주대학교를 졸업했으며 명지대학교에서 대학원 석사 과정을 마쳤다. 2008년 11월 7일에 열린 WK리그 드래프트에서 1순위로 지명되어 수원시설관리공단에 입단했다. 당시 수원시설관리공단은 2008년에 창단한 신생 여자 축구단이었기 때문에 2명을 우선 지명할 수 있었는데 전가을과 같은 여주대학교 동문인 조소현 또한 1순위로 지명되어 수원시설관리공단에 입단하게 된다. 전가을은 2010 시즌에서 조소현, 심서연과 함께 수원시설관리공단의 핵심 멤버로 자리잡았고 수원시설관리공단의 2010 WK리그 정규 리그 준우승, 2010 WK리그 챔피언 결정전 우승, 2010년 전국여자축구선수권대회 우승에 기여했다.

### 인천 현대제철 레드엔젤스
전가을은 2011년에 전가을과 함께 인천 현대제철 레드엔젤스로 이적했으며 2011 시즌에서 인천 현대제철 레드엔젤스의 2011 WK리그 정규 리그 준우승, 2011 WK리그 챔피언 결정전 준우승에 기여했다. 2012 시즌에서는 인천 현대제철 레드엔젤스의 WK리그 정규 리그 준우승, 전국여자축구선수권대회 우승에 기여했다.
전가을은 2013·2014·2015 시즌에서 인천 현대제철 레드엔젤스의 WK리그 정규 리그 3회 연속 우승, WK리그 챔피언 결정전 3회 연속 우승에 기여했으며 2015년에는 인천 현대제철 레드엔젤스의 전국여자축구선수권대회 우승에 기여했다.

### 웨스턴 뉴욕 플래시 이적과 인천 현대제철 레드엔젤스 복귀
전가을은 2016년 1월 2일에 미국 내셔널 위민스 사커 리그 소속 여자 축구 클럽인 웨스턴 뉴욕 플래시로 이적하면서 대한민국의 여자 축구 선수로는 최초로 미국 여자 축구 리그에 진출하는 기록을 남겼다. 하지만 부상으로 인해 2경기 출전에 그쳤으며 2016년 6월부터 대한민국에서 재활 과정을 거쳤다.
전가을은 2017년에 친정 팀인 인천 현대제철 레드엔젤스로 이적했다. 2017 WK리그 시즌에서 20경기에 출전하여 3골을 기록하여 인천 현대제철 레드엔젤스의 정규 리그 우승, WK리그 챔피언 결정전 우승에 기여했다.

### 멜버른 빅토리
전가을은 2017년 10월 25일에 오스트레일리아 W리그 소속 여자 축구 클럽인 멜버른 빅토리로 이적하면서 대한민국의 여자 축구 선수로는 최초로 오스트레일리아 W리그에 진출했다. 전가을은 2017년 11월 3일에 열린 멜버른 시티와의 리그 경기에 처음 출전했는데 멜버른 빅토리는 멜버른 시티에 0-1 패배를 기록했다. 2017년 1월 9일에 열린 애들레이드 유나이티드와의 경기에서 자신의 W리그 첫 골을 기록하면서 멜버른 빅토리의 4-0 승리에 기여했다. 전가을은 2017-18 W리그 시즌에서 10경기에 출전하여 1골을 기록했다.

### 화천 KSPO
전가을은 2018년 2월에 화천 KSPO로 이적했으며 2018 WK리그 시즌에서 9골, 10도움을 기록했다. 2019 WK리그 시즌에서는 후반에 가면서 4경기 연속으로 골을 기록하는 저력을 발휘하기도 했다.

### 브리스틀 시티
전가을은 2020년 1월 18일에 잉글랜드 FA 여자 슈퍼리그 소속 여자 축구 클럽인 브리스틀 시티로 이적했다. 전가을은 2020년 1월 26일에 열린 더럼과의 여자 FA컵 4라운드 경기에 처음 출전했으며 브리스틀 시티는 더럼에 1-0 승리를 기록했다.
전가을은 2020년 2월 12일에 열린 맨체스터 시티와의 원정 경기에 출전하면서 FA 여자 슈퍼리그에 데뷔했는데 브리스틀 시티는 맨체스터 시티에 0-1 패배를 기록했다. 스포츠 웹사이트 바벨(Vavel)은 전가을에 대해 "올해로 31세인 이 선수는 맨체스터에서 10번 선수 역할을 맡았고 국가대표팀 경기와 W리그에서의 방대한 경험을 통해 진정한 지도자처럼 보였습니다. 브리스틀 시티에서 14번을 단 전가을은 경기장의 양쪽 끝에서 양말을 꿰매고 공이 아웃될 때마다 동료들을 격려했습니다."라고 평가했다. 하지만 2019-20 FA 여자 슈퍼리그 시즌이 코로나19 범유행의 여파로 인하여 조기 종료되면서 전가을은 브리스틀 시티를 떠났다.

### 레딩
전가을은 2020년 9월 4일에 잉글랜드 FA 여자 슈퍼리그 소속 여자 축구 클럽인 레딩으로 이적했다. 2020년 10월 4일에 열린 웨스트햄 유나이티드와의 리그 원정 경기에서 후반전 35분에 교체되어 들어오면서 데뷔했는데 레딩은 웨스트햄 유나이티드에 1-0 승리를 기록했다. 2020년 10월 7일에 열린 찰턴 애슬레틱과의 FA 여자 리그컵 홈 경기에서 처음으로 선발 출전하면서 레딩의 4-0 승리에 기여했다.

## 국가대표 경력
전가을은 대한민국에서 개최된 2005년 AFC U-17 여자 축구 선수권 대회에서 5경기에 출전하여 4골을 기록했으며 대한민국은 해당 대회에서 4위를 차지했다. 중국에서 개최된 2007년 AFC U-19 여자 축구 선수권 대회에도 참가했으나 대한민국은 4위를 차지하면서 칠레에서 개최된 2008년 FIFA U-17 여자 월드컵 본선 진출이 좌절되었다.
전가을은 2007년 8월 12일에 대한민국 청주에서 열린 베트남과의 2008년 베이징 하계 올림픽 여자 축구 아시아 지역 최종 예선 홈 경기에  출전하면서 대한민국 여자 축구 국가대표팀에 데뷔했는데 대한민국은 베트남에 2-1 승리를 기록했다. 2008년 동아시아 여자 축구 선수권 대회, 2008년 AFC 여자 아시안컵, 2008년 피스퀸컵에 참가했으며 세르비아 베오그라드에서 개최된 2009년 하계 유니버시아드에서 10골을 기록하면서 대한민국의 여자 축구 금메달 획득에 기여했다.
전가을은 중국에서 개최된 2010년 AFC 여자 아시안컵에 참가했으나 대한민국은 조별 예선에서 탈락하면서 독일에서 개최된 2011년 FIFA 여자 월드컵 본선 진출이 좌절되었다. 대한민국에서 개최된 2010년 피스퀸컵에서 오스트레일리아와의 결승전 경기에서 결승골을 기록하면서 대한민국의 우승에 기여했고 대회 MVP에 선정되는 영예를 안았다. 또한 중국 광저우에서 개최된 2010년 아시안 게임에서는 대한민국의 여자 축구 동메달 획득에 기여했다.
전가을은 베트남에서 개최된 2014년 AFC 여자 아시안컵에서 미얀마와의 조별 예선 경기에서 해트트릭을 기록하여 대한민국의 2015년 FIFA 여자 월드컵 본선 진출에 기여했다. 대한민국 인천에서 개최된 2014년 아시안 게임에서는 태국과의 조별 예선 경기에서 1골, 인도와의 조별 예선 경기에서 3골, 몰디브와의 조별 예선 경기에서 1골, 중화 타이베이와의 8강전 경기에서 1골을 기록하여 대한민국의 여자 축구 동메달 획득에 기여했다.
전가을은 캐나다에서 개최된 2015년 FIFA 여자 월드컵에 참가한 대한민국 여자 축구 국가대표팀 명단에 이름을 올렸으며 대한민국의 16강 진출에 기여했다. 코스타리카와의 조별 예선 2차전 경기에서는 2-1 역전골을 뽑아냈으나 대한민국은 코스타리카와 2-2 무승부를 기록했다. 중국 우한에서 개최된 2015년 EAFF 여자 동아시안컵에서는 일본과의 경기에서 후반전 추가 시간에 나온 프리킥 결승골을 기록하여 대한민국의 2-1 역전승에 기여했는데 대한민국은 해당 대회에서 준우승을 차지했다.
전가을은 요르단에서 개최된 2018년 AFC 여자 아시안컵에 참가했는데 대한민국은 5위를 차지하면서 2019년 FIFA 여자 월드컵 본선에 진출했다. 인도네시아 자카르타·팔렘방에서 개최된 2018년 아시안 게임에서는 대한민국의 여자 축구 동메달에 기여했다. 2019년 3월 3일에 오스트레일리아 브리즈번에서 열린 오스트레일리아와의 4개국 친선 대회 경기에서 교체 출전하면서 대한민국 여자 축구 국가대표팀 역사상 5번째 A매치 100경기 출전 기록을 수립했는데 대한민국은 오스트레일리아에 1-4 패배를 기록했다. 2019년 4월 6일에 대한민국 용인에서 열린 아이슬란드와의 친선 경기에서는 하프 타임에 센추리 클럽 가입 기념 행사를 맞았는데 대한민국은 아이슬란드에 2-3 패배를 기록했다. 하지만 프랑스에서 개최된 2019년 FIFA 여자 월드컵 최종 명단에는 탈락했으며 MBC 스포츠플러스의 2019년 FIFA 여자 월드컵 특별 해설위원으로 참여했다.

## 통계
- 2015년 2월 1일 기준

### 클럽
| 클럽             | 시즌 | WK리그 | WK리그 | 전국여자축구선수권대회 | 전국여자축구선수권대회 | 전국체육대회 | 전국체육대회 | 통산 | 통산 |
| 클럽             | 시즌 | 출장   | 득점   | 출장                   | 득점                   | 출장         | 득점         | 출장 | 득점 |
| ---------------- | ---- | ------ | ------ | ---------------------- | ---------------------- | ------------ | ------------ | ---- | ---- |
| 수원시설관리공단 | 2009 | 16     | 6      | -                      | -                      | 2            | 2            | 18   | 8    |
| 수원시설관리공단 | 2010 | 18     | 7      | 3                      | 3                      | 1            | 0            | 22   | 10   |
| 인천 레드엔젤스  | 2011 | 20     | 8      | 5                      | 2                      | 2            | 0            | 27   | 10   |
| 인천 레드엔젤스  | 2012 | 19     | 6      | 4                      | 2                      | 4            | 3            | 27   | 11   |
| 인천 레드엔젤스  | 2013 | 10     | 1      | 2                      | 0                      | 1            | 0            | 13   | 1    |
| 인천 레드엔젤스  | 2014 | 17     | 2      | 3                      | 0                      | 3            | 0            | 23   | 2    |
| 인천 레드엔젤스  | 2015 |        |        |                        |                        |              |              |      |      |
| 통산             | 통산 | 100    | 30     | 17                     | 7                      | 13           | 5            | 130  | 42   |

### 국가대표팀
- 2005년 AFC U-17 여자 챔피언십 국가대표
- 2007년 AFC U-19 여자 챔피언십 국가대표
- 2008년 동아시아 여자 축구 선수권 대회 국가대표
- 2008년 AFC 여자 아시안컵 국가대표
- 2008년 피스퀸컵 국가대표
- 2010년 동아시아 여자 축구 선수권 대회 국가대표
- 2010년 AFC 여자 아시안컵 국가대표
- 2010년 피스퀸컵 국가대표
- 2010년 아시안 게임 여자 축구 국가대표
- 2011년 키프로스컵 국가대표
- 2013년 키프로스컵 국가대표
- 2013년 EAFF 여자 동아시안컵 국가대표
- 2014년 AFC 여자 아시안컵 국가대표
- 2014년 아시안 게임 여자 축구 국가대표
- 2015년 FIFA 여자 월드컵 국가대표
- 2015년 EAFF 여자 동아시안컵 국가대표

## 국가대표팀 득점 기록
- 2015년 7월 1일 기준
- 득점과 결과 리스트는 대한민국 여자 축구 국가대표팀의 득점을 먼저 기록

| #  | 일시             | 장소                 | 상대 국가      | 득점 | 결과 | 경기 형식                                  |
| -- | ---------------- | -------------------- | -------------- | ---- | ---- | ------------------------------------------ |
| 1  | 2008년 3월 26일  | 태국, 나콘랏차시마   | 말레이시아     | 6-0  | 14-0 | 2008년 AFC 여자 아시안컵 예선              |
| 2  | 2008년 3월 26일  | 태국, 나콘랏차시마   | 말레이시아     | 11-0 | 14-0 | 2008년 AFC 여자 아시안컵 예선              |
| 3  | 2008년 3월 26일  | 태국, 나콘랏차시마   | 말레이시아     | 13-0 | 14-0 | 2008년 AFC 여자 아시안컵 예선              |
| 4  | 2008년 3월 26일  | 태국, 나콘랏차시마   | 말레이시아     | 14-0 | 14-0 | 2008년 AFC 여자 아시안컵 예선              |
| 5  | 2008년 6월 18일  | 대한민국, 수원시     | 아르헨티나     | 2-0  | 2-0  | 2008년 피스퀸컵                            |
| 6  | 2009년 1월 12일  | 중국, 광저우시       | 뉴질랜드       | 3-1  | 4-3  | 친선경기                                   |
| 7  | 2009년 8월 24일  | 대만, 타이난시       | 괌             | 1-0  | 9-0  | 2010년 동아시아 여자 축구 선수권 대회 예선 |
| 8  | 2009년 8월 24일  | 대만, 타이난시       | 괌             | 3-0  | 9-0  | 2010년 동아시아 여자 축구 선수권 대회 예선 |
| 9  | 2009년 8월 28일  | 대만, 타이난시       | 홍콩           | 6-0  | 7-0  | 2010년 동아시아 여자 축구 선수권 대회 예선 |
| 10 | 2009년 8월 30일  | 대만, 타이난시       | 중화 타이베이  | 1-0  | 6-0  | 2010년 동아시아 여자 축구 선수권 대회 예선 |
| 11 | 2009년 8월 30일  | 대만, 타이난시       | 중화 타이베이  | 6-0  | 6-0  | 2010년 동아시아 여자 축구 선수권 대회 예선 |
| 12 | 2010년 2월 7일   | 일본, 도쿄도         | 중화 타이베이  | 1-0  | 4-0  | 2010년 동아시아 여자 축구 선수권 대회      |
| 13 | 2010년 10월 23일 | 대한민국, 수원시     | 오스트레일리아 | 2-0  | 2-1  | 2010년 피스퀸컵                            |
| 14 | 2011년 3월 4일   | 키프로스, 파랄림니   | 멕시코         | 1-0  | 1-1  | 2011년 키프로스컵                          |
| 15 | 2013년 1월 14일  | 중국, 충칭시         | 캐나다         | 1-0  | 3-1  | 친선경기                                   |
| 16 | 2014년 5월 15일  | 베트남, 호찌민 시    | 미얀마         | 4-0  | 12-0 | 2014년 AFC 여자 아시안컵                   |
| 17 | 2014년 5월 15일  | 베트남, 호찌민 시    | 미얀마         | 5-0  | 12-0 | 2014년 AFC 여자 아시안컵                   |
| 18 | 2014년 5월 15일  | 베트남, 호찌민 시    | 미얀마         | 10-0 | 12-0 | 2014년 AFC 여자 아시안컵                   |
| 19 | 2014년 9월 14일  | 대한민국, 인천광역시 | 태국           | 4-0  | 5-0  | 2014년 아시안 게임                         |
| 20 | 2014년 9월 17일  | 대한민국, 인천광역시 | 인도           | 1-0  | 10-0 | 2014년 아시안 게임                         |
| 21 | 2014년 9월 17일  | 대한민국, 인천광역시 | 인도           | 4-0  | 10-0 | 2014년 아시안 게임                         |
| 22 | 2014년 9월 17일  | 대한민국, 인천광역시 | 인도           | 7-0  | 10-0 | 2014년 아시안 게임                         |
| 23 | 2014년 9월 21일  | 대한민국, 인천광역시 | 몰디브         | 7-0  | 13-0 | 2014년 아시안 게임                         |
| 24 | 2014년 9월 26일  | 대한민국, 인천광역시 | 중화 타이베이  | 1-0  | 1-0  | 2014년 아시안 게임                         |
| 25 | 2014년 11월 12일 | 대만, 신주시         | 괌             | 4-0  | 15-0 | 2015년 EAFF 여자 동아시안컵 예선           |
| 26 | 2014년 11월 12일 | 대만, 신주시         | 괌             | 7-0  | 15-0 | 2015년 EAFF 여자 동아시안컵 예선           |
| 27 | 2014년 11월 12일 | 대만, 신주시         | 괌             | 9-0  | 15-0 | 2015년 EAFF 여자 동아시안컵 예선           |
| 28 | 2014년 11월 12일 | 대만, 신주시         | 괌             | 13-0 | 15-0 | 2015년 EAFF 여자 동아시안컵 예선           |
| 29 | 2014년 11월 15일 | 대만, 신주시         | 홍콩           | 2-0  | 9-0  | 2015년 EAFF 여자 동아시안컵 예선           |
| 30 | 2014년 11월 18일 | 대만, 타이베이시     | 중화 타이베이  | 2-0  | 2-0  | 2015년 EAFF 여자 동아시안컵 예선           |
| 31 | 2015년 1월 13일  | 중국, 선전시         | 중국           | 3-2  | 3-2  | 친선경기                                   |
| 32 | 2015년 1월 15일  | 중국, 선전시         | 멕시코         | 1-0  | 2-1  | 친선경기                                   |
| 33 | 2015년 6월 13일  | 캐나다, 몬트리올     | 코스타리카     | 2-1  | 2-2  | 2015년 FIFA 여자 월드컵                    |
| 34 | 2015년 8월 4일   | 중국, 우한시         | 일본           | 2-1  | 2-1  | 2015년 EAFF 여자 동아시안컵                |

## 수상

### 클럽

#### 수원시설관리공단
- WK리그 우승 1회: 2010
- 전국여자축구선수권대회 우승 1회: 2010

#### 인천 현대제철 레드엔젤스
- WK리그 우승 2회: 2013, 2014
- WK리그 준우승 2회: 2011, 2012
- 전국여자축구선수권대회 우승 1회: 2012
- 전국여자축구선수권대회 준우승 1회: 2011
- 전국체육대회 우승 2회: 2012, 2014

### 국가대표팀
- 2005년 AFC U-17 여자 챔피언십 4위
- 2007년 AFC U-19 여자 챔피언십 4위
- 2010년 피스퀸컵 우승
- 2010년 아시안 게임 여자 축구 동메달
- 2014년 AFC 여자 아시안컵 4위
- 2014년 아시안 게임 여자 축구 동메달

### 개인
- 2008년 춘계한국여자축구연맹전 득점왕
- 2009년 WK리그 올스타전 출전
- 2010년 피스퀸컵 MVP
- 2010년 대한축구협회 시상식 최우수선수상
- 2011년 WK리그 올스타전 출전
- 2012년 WK리그 올스타전 출전